# Kevin C. Nixon
Kevin Clark Nixon ( 1953) es un profesor, y botánico estadounidense, que se desempeña académicamente en la Universidad Cornell.

## Algunas publicaciones
- kevin clark Nixon, thomas h Whitlow. 2010.  Plant biology BIOPL 2300 : field trip to Patagonia, January 2010. New York State College of Agriculture & Life Sciences. Dep. of Plant Pathology. Universidad Cornell, 71 pp. ilustr.

- william l. Crepet, else marie Friis, kevin c. Nixon. 1991. Fossil evidence for the evolution of biotic pollination. 9 pp.

### Libros
- 1980. A systematic study of Quercus parvula Greene on Santa Cruz Island and mainland California. Ed. U. de California. 184 pp.
- 1984. A biosystematic study of Quercus series Virentes (the live oaks) with phylogenetic analyses of Fagales, Fagaceae and Quercus, Parte 1. Ed. U. de Texas en Austin. 784 pp.

## Honores
- Sociedad Americana de taxónomos de plantas
- Sociedad Botánica de América
- Willi Hennig Sociedad

### Epónimos
- (Crassulaceae) Jovibarba × nixonii Zonn.[3]